# Wasilij Morozow (generał radziecki)
Wasilij Iwanowicz Morozow (ros. Василий Иванович Морозов, ur. 27 stycznia?/8 lutego 1897 we wsi Pozdnjakowo, zm. 1 lipca 1964 w Moskwie) – radziecki wojskowy, generał porucznik.

## Życiorys
Urodził się we wsi Pozdnjakowo (obwód smoleński).
W 1915 roku powołany do armii rosyjskiej, w 1916 roku ukończył Oranienbaumską szkołę chorążych. I jako chorąży brał udział w I wojnie światowej. Brał udział w walkach na Froncie Zachodnim będąc dowódcą plutonu.
W 1918 roku wstąpił do Armii Czerwonej i uczestniczył w walkach w czasie wojny domowej. Będąc kolejno: dowódca kompanii, batalionu i pułku. Brał udział w walkach na Froncie Wschodnim, Południowych i na Kubaniu do 1922 roku.
W 1923 roku ukończył kurs „Wystriał” dla dowódców Armii Czerwonej i nadal pełnił funkcję dowódcy pułku. W 1925 roku został pomocnikiem dowódcy dywizji strzeleckiej, a następnie w latach 1928–1931 był komendantem i komisarzem Niżnogrodskiej Wojskowej Szkoły Piechoty.
W 1931 roku ukończył kurs doskonalący dowódców i komisarzy w Wojskowej Akademii Politycznej. Po czym został dowódcą dywizji strzeleckich w Moskiewskim Okręgu Wojskowym najpierw 19 Dywizji Strzeleckiej (kwiecień 1931–czerwiec 1937), a następnie 1 Dywizji Strzeleckiej (zmotoryzowanej) (04.06.1937 – 14.08.1939). W dniu 14 sierpnia 1939 roku został dowódcą 21 Korpusu Strzeleckiego, a od października 1939 – 2 Korpusu Strzeleckiego.
W dniu 26 czerwca 1940 roku został dowódcą 11 Armii utworzonej w Nadbałtyckim Okręgu Wojskowym. Funkcję tę pełnił także po ataku Niemiec na ZSRR, a armia ta brała udział w walkach w obronie granic ZSRR w ramach Frontu Północno-Zachodniego, a następnie w walkach na terenie Litwy, Łotwy i Estonii oraz na dalekich podejściach do Leningradu. Także w radzieckich kontrofensywach w tym rejonie w 1942 roku.
W dniu 18 listopada 1942 roku został dowódcą 1 Armii Uderzeniowej i pełnił tę funkcję do lutego 1943 roku, kiedy został zastępcą dowódcy samodzielnej grupy operacyjnej gen. płk. Chozina, która w lutym 1943 roku uczestniczyła w natarciu pod Diemianskiem, w pierwszej części operacji Polarna Gwiazda Frontu Północno-Zachodniego.
W marcu 1943 roku został dowódcą 2 Armii Rezerwowej, przekształconej w 63 Armię w kwietniu i dowodził nią do maja 1943 roku.
W maju 1943 roku został mianowany szefem Wydziału Szkolnictwa Wojskowego Armii Czerwonej i funkcję tę pełnił do 1956 roku, choć wydział ten w tym okresie kilka razy zmieniał swoją nazwę, lecz przez cały ten okres zajmował się szkolnictwem wojskowym.
W lutym 1956 roku został szefem katedry wojskowej Moskiewskiego Uniwersytetu Państwowego im. Łomonosowa i funkcję tę pełnił do 1962 roku, kiedy przeniesiony został do rezerwy.
Zmarł w Moskwie, pochowany został na cmentarzu Nowodziewiczym.

## Awanse
- komdiw (rozkaz nr 2484 z dnia 26.11.1935)
- komkor (rozkaz nr 04585 z dnia 04.11.1939)
- generał porucznik (rozkaz nr 945 z dnia 04.06.1940)

## Odznaczenia
- Order Lenina
- Order Czerwonego Sztandaru (czterokrotnie – ?; ?; 16.11.1943[1]; 22.02.1944[2])
- Order Wojny Ojczyźnianej I st. (04.06.1944[3])